# 31 Aquilae
31 Aquilae is een subreus met een magnitude van +5,16 in het sterrenbeeld Arend en met een spectraalklasse van G8.IV. De ster bevindt zich 48.67 lichtjaar van de zon.